# 12397 Peterbrown
12397 Peterbrown (1995 FV14) là một tiểu hành tinh vành đai chính được phát hiện ngày 27 tháng 3 năm 1995 bởi Spacewatch ở Kitt Peak. It is named in honour of Dr. Peter Brown, a Canada Research Chair in meteor physics ở the University of Western Ontario in London, Ontario, Canada.